# Cosa nostra
La Cosa Nostra (en el lenguaje común llamada genéricamente mafia siciliana o simplemente mafia) es una expresión utilizada para indicar una organización criminal mafiosa-terrorista presente en Sicilia (Italia) y en muchas otras partes del mundo.
Este término se utiliza ahora para referirse exclusivamente a la mafia de origen siciliano (también para indicar sus ramificaciones internacionales, especialmente en los Estados Unidos de América, donde se la identifica como la Cosa Nostra americana, aunque hoy ambas tienen difusión internacional), para distinguirla de otras asociaciones y organizaciones mafiosas.
Las intervenciones contrastantes del Estado italiano se tornaron más decisivas a partir de los años ochenta del siglo XX, a través de las investigaciones del llamado "pool antimafia" creado por el juez Rocco Chinnici y posteriormente dirigido por Antonino Caponnetto. Los magistrados Giuseppe Di Lello, Leonardo Guarnotta, Giovanni Falcone y Paolo Borsellino también formaron parte del grupo.
En cuanto a la agricultura, Sicilia siempre había destacado por el amarillo dorado de las montañas del interior de la isla, propiedades productoras de cereales. El otro color de Sicilia tenía un origen más reciente. Cuando los árabes conquistaron Sicilia en el siglo IX, llevaron consigo el cultivo de cítricos cuyas hojas tiñeron la franja costera septentrional y oriental de la isla de un color verde oscuro. Los métodos de la mafia se perfeccionaron durante un período de rápido crecimiento de la industria de los cítricos. A mediados del siglo XIX, un largo período de expansión de los cítricos hizo que la franja verde oscuro de Sicilia se ensanchara.
Dos pilares del modo de vida británico desempeñaron un importante papel en esta expansión. Desde 1795, la Royal Navy hacía tomar limón a las tripulaciones de sus barcos como remedio para el escorbuto. Ya en 1840 se inició la producción comercial, en una escala menor, de otro cítrico, el aceite de bergamota, utilizado para aromatizar el té de la variedad Earl Grey. Ambos productos eran exportados desde Sicilia. Las naranjas y limones se enviaban a Nueva York y a Londres. En 1834 se exportaron más de cuatrocientas mil cajas de limones; en 1850 la cifra aumentó a 750 000. A mediados de la década de 1880 llegaba cada año a Nueva York la asombrosa cantidad de 2 500 000 cajas de cítricos italianos, la mayoría procedentes de Palermo. En 1860, el año de la expedición de Garibaldi, se calculaba que los limonares de Sicilia eran los campos más rentables de toda Europa, superando incluso a las huertas de frutales de los alrededores de París.
Las plantaciones de cítricos del siglo XIX eran negocios modernos que exigían un elevado nivel de inversión inicial. Los limoneros son también extremadamente vulnerables. Incluso una breve interrupción del suministro de agua puede tener efectos devastadores. El vandalismo, ya sea contra los árboles o contra sus frutos, constituye un riesgo constante. Fue esta combinación de vulnerabilidad y elevados beneficios la que creó el entorno perfecto para los negocios de protección de la mafia. Todos estos factores influirían en el rápido desarrollo de esta.

## Origen histórico

### Desde sus orígenes hasta el Reino de las Dos Sicilias
En el sentido delictivo que se conoce hoy en día, "Cosa Nostra" probablemente nació a principios del siglo XIX de la clase social de los massari, los "granjeros" y los gabellotti, que administraban las tierras de la nobleza siciliana, haciendo uso de los trabajadores que trabajaban allí, aunque en verdad podría ser mucho más antigua, dado que el feudo con todo lo que sigue ha existido en Sicilia desde la era normanda. La Cosa Nostra, nació porque siempre ha sido un sistema de poder e integrado con el poder político-económico oficial vigente, comenzando así a asumir sus funciones y reemplazos en su nombre.

Una de las primeras descripciones (la primera de cierta importancia) del fenómeno fue en 1838 en un documento redactado en Sicilia por el funcionario del Reino de las Dos Sicilias, Pietro Calà Ulloa, quien escribió sobre el fenómeno:
“Hay en muchos pueblos sindicatos o hermandades, sobre todo sectas que se llaman partidos, sin color ni finalidad política, sin reunión, sin otro vínculo que el de la dependencia de un líder, que aquí es un terrateniente, allá un arcipreste. Un fondo común ayuda a las necesidades, ahora para tener un funcionario exonerado, ahora para defenderlo, ahora para proteger a un acusado, huérfano, multiplicando el número de delitos. [...] Justo cuando ocurren los robos, los ladrones salen a ofrecer una transacción para la recuperación de los objetos perdidos. El número de acuerdos de este tipo es infinito."

(Informe judicial del Fiscal General Pietro Calà Ulloa)
Los gabellotti representaron el nuevo grupo social en la campiña siciliana de principios del siglo XIX. Eran descendientes de los "sirvientes" del señor feudal y procedían de la corte de los señores; algunos, unos pocos, ganaron tanto que compraron feudos enteros o partes de las cuales el señor era libre; entre ellos nacieron los "barones" que, con la tierra, compraron el título a los señores feudales en dificultades económicas. Eran abrumadoramente "capitalistas" pero no propietarios, porque la tierra todavía estaba en manos de los nobles; los gabellotti poseían dinero en efectivo, semillas, maquinaria agrícola, ganado; sobre todo de sus filas salieron sacerdotes, abogados y médicos. 
Ellos estuvieron a la vanguardia, junto a los nobles, en esa usurpación y ocupación de tierras estatales y usos cívicos que sufrirán los campesinos sin tener las armas para oponerse. Necesitaban violencia privada: alguien que supervisara el avance de la obra, alguien que cobrara las rentas incluso a la fuerza, alguien que protegiera físicamente la tierra; los guardias de los gabellotti, incluso por sus títulos, recordaban funciones del antiguo feudalismo: curatoli, campieri, etc. Gabellotti y sus empleados eran los únicos a caballo y armados en el campo siciliano. Los gabellotti marcaron el paso del tiempo en las arcaicas comunidades agrarias de Sicilia: tenían un poder enorme, haciendo y deshaciendo matrimonios, dando y quitando trabajo. Dentro del feudo, pero debajo de todos - y casi dentro del inframundo - estaban los trabajadores "sin fuego ni techo", hijos de la abolición de la servidumbre iniciada en 1781, o, solo en Palermo, "40.000 proletarios cuyo sustento dependía del azar o del capricho del Grande ”: un plebeyo donde la miseria es infinita como infinita es la explotación que ejercían las clases altas. 
En la ciudad, el orden público estaba a cargo de los gendarmes del rey; el uso y reclutamiento de "merodeadores" dentro de la policía también se convertirá en una tradición para los Borbones, ya que fueron considerados los más adecuados para arrestar a los merodeadores oficiales: es una policía, muy violenta y odiada, que no usaba medias tintas y que tenía relaciones "directas" con el inframundo; se volverá aún más vigilante cuando los Borbones le pidan que supervise a "los políticos". En el campo estaban "los bandidos", en cuyas filas confluían los campesinos, enfurecidos por el hambre y rebeldes a su miseria. Contra los bandidos, los señores utilizaron "los buenos", es decir, sus buenos servidores entrenados en el uso de armas. 
En 1812 los Borbones abolieron el feudalismo en Sicilia, pero establecieron - ciertamente bajo la imposición de los nobles sicilianos - que "todas las propiedades, derechos y pertenencias adelantadas feudales" seguían siendo "sólo las concesiones respectivas" en propiedades "alodiales", es decir, propiedades económicas e individuales. Por tanto, la disputa, a pesar de otras medidas legislativas de 1838, permaneceria viva hasta 1860, cuando en el nuevo Reino de Italia la tierra del oeste de Sicilia (Palermo, Trapani, Agrigento) seguirá estando en manos feudales en un 90 por ciento. Hasta 1861, por lo tanto, los gabellotti fueron el eje de la economía casi exclusivamente agrícola de Sicilia occidental. En todos estos años, incluso dentro de una dependencia "personal" del señor feudal, los gabellotti lograron consolidar su posición social, porque transmitieron los ingresos y la misma profesión de gabellotto dentro de sus familias. También en 1812 los señores feudales sicilianos impusieron al Borbón de Nápoles la creación de "Compañías de Armas" para expulsar a los bandidos del campo. 
Estas compañías eran grupos armados y a caballo, de particulares que no formaban parte de una fuerza policial oficial; fueron reclutados en el lugar y, por lo tanto, procedían de los buenos o de los guardias de los gabellotti, manteniéndose bajo la influencia personal de los nobles y los mismos gabellotti. En el campo siciliano bajo los Borbones se enfrentaron tres "ejércitos": los bandidos, las compañías de armas, los gabellotti y sus hombres que protegían más directamente a los borghesi, es decir, a los habitantes acomodados del pueblo. Las relaciones entre estos tres grupos armados fueron al mismo tiempo de conflicto y comunión de intereses; las matanzas generales alternaron con la compra de ganado y bienes robados que el grupo de gabellotti hacía a los bandidos; la no agresión que los compañeros de armas garantizaron a algunas comunidades mediante el pago anticipado de una cantidad adecuada; el encargo que se pudiera contratar con los bandidos para ir a realizar allanamientos y actos de terrorismo en otras áreas y quizás específicamente contra ese feudo o ese dueño, para que de esa agresión el mandatario secreto tuviera sus ventajas; los secuestros que proporcionaron a los bandidos generosos rescates en efectivo.
Y esta situación general era tan fuerte y arraigada que incluso los señores feudales la sufrieron en su propia piel y propiedad. Ya antes de 1840, los Borbones, señores de una "monarquía administrativa" similar al régimen de los Habsburgo, fueron informados abierta y específicamente de situaciones que se habían vuelto crónicas. Ludovico Bianchini, un funcionario borbónico alto y culto, advirtió a Nápoles que en la  campiña siciliana casi todos los propietarios pagaban la componente, una cantidad anual de dinero para mantener la calma entre los bandidos. Pietro Calà Ulloa, abogado del rey en Trapani, advirtió a Nápoles que "hay uniones o cofradías en muchos pueblos -sobre todo sectas- que se dicen partidos, sin color ni finalidad política, sin reunión, sin otro vínculo que el de la dependencia. Jefe, que aquí es un terrateniente, hay un arcipreste. Una caja ayuda a las necesidades de exonerar a un funcionario, ahora para defenderlo, ahora para proteger a un acusado, ahora para culpar a un inocente. Hay muchas clases de pequeños gobiernos en el gobierno".
Pero los mismos gabellotti - aunque algunos de ellos entraron en la clase de cavaglieri, de los que no se ensucian las manos para sobrevivir - nunca tuvieron una salida pública en la Sicilia de esos años y permanecieron "bajo" los señores feudales y nobles sicilianos, que mantenían en sus manos Palermo con todo el poder oficial o extraoficial, ya fuera con cargos de gobierno o actuando como grupos de presión sobre el virrey o contra los Borbones. Pero, como observó el historiador Virgilio Titone, estos nobles y sus burgueses asociados hicieron política con sistemas particulares. A la sombra de estudios, incluso dignos, o de encuentros y discusiones muy feroces de las que surgieron "programas y proclamas", los nobles sicilianos nunca ocultaron la paternidad de sus movimientos políticos y tomaron valientemente la prisión y la muerte de los Borbones. Pero los nobles siempre se negaron a ensuciarse las manos en la ejecución material de sus propósitos. Así, en 1860 los jóvenes nobles sicilianos ayudaron con decisión a Garibaldi, pero regañaron duramente a "jinetes" que, alistados por los mismos nobles, preguntaron si los caballeros también tomarían las calles.

### La Unificación de Italia

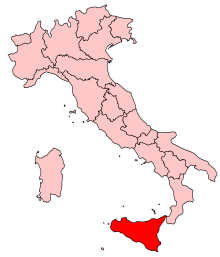
La ubicación de Sicilia en la costa italiana.

En 1863 Giuseppe Rizzotto escribió, con la colaboración del maestro de primaria Gaspare Mosca, I mafiusi de la Vicaria, una obra teatral en siciliano ambientada en las grandes prisiones de Palermo, que tuvo como protagonistas a un grupo de detenidos que disfrutaron de «un especial respeto de los compañeros de prisión por ser mafiosos, como tales, miembros de una asociación delictiva, con jerarquías y costumbres específicas, incluyendo verdaderos ritos de iniciación». Es a partir de este drama, que tuvo un gran éxito y fue traducido al italiano, que el término mafia se extendió por todo el país.
El desarrollo del crimen organizado en Sicilia también ocurre después de la unificación de Italia. El Estado italiano no pudo garantizar un control directo y estable del gobierno de la isla; los funcionarios estatales comenzaron a depender de las bandas mafiosas que, conociendo los mecanismos locales, fácilmente ocuparon el lugar del gobierno central.
Sin embargo, con el pretexto de proteger a los agricultores y campesinos del mal gobierno feudal y la nobleza, los mafiosos obligaron a los agricultores a pagar intereses por el arrendamiento y a guardar silencio. El primer análisis exhaustivo en el que se utilizó expresamente el término mafia fue realizado en 1876 por Leopoldo Franchetti, tras la famosa investigación realizada junto a Sidney Sonnino, que fue publicada bajo el título Condiciones políticas y administrativas de Sicilia.
Uno de los juicios más sensacionales de esos años fue el celebrado en 1885 contra los afiliados de la "Fratellanza di Favara", una "familia" mafiosa que operaba en la provincia de Agrigento, la cual tenía un ritual de iniciación, que se realizaba pinchando el índice de los nuevos miembros y luego tiñendo con sangre una imagen sagrada, quemada mientras el iniciado recitaba una fórmula de juramento: esta ceremonia de afiliación era típica de las familias mafiosas de Palermo, a las que se habían afiliado numerosos miembros de la "Hermandad" en 1879 , durante su encarcelamiento con estas familias de Palermo en la prisión de Ustica. En 1893, tras el crimen de Notarbartolo, se conoció en toda Italia la existencia de la Cosa Nostra (y sus relaciones con la política).

### Reclamaciones agrícolas

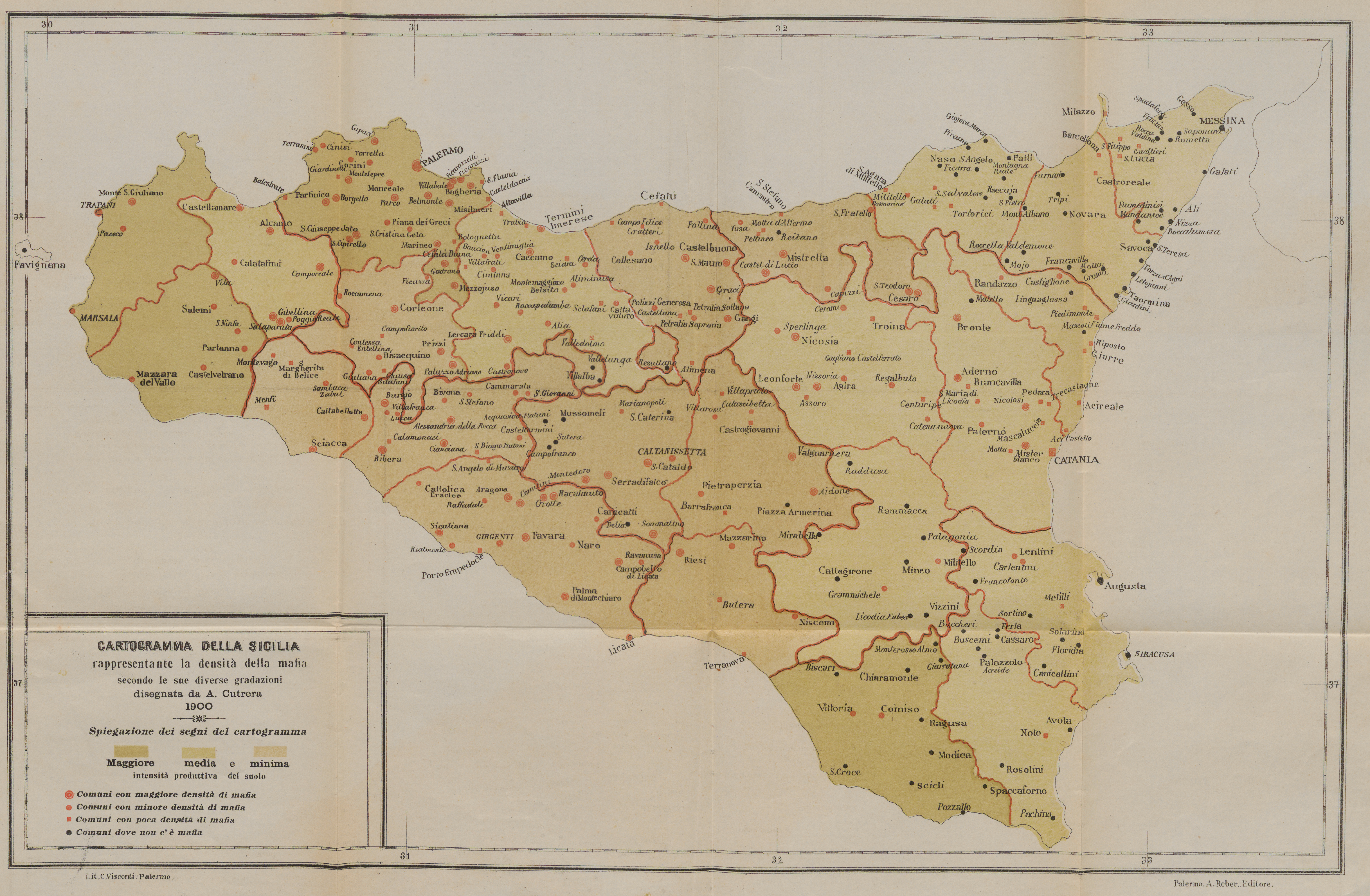
Un mapa de 1900 de la presencia de la mafia en Sicilia. Las ciudades con actividades mafiosas están marcadas con puntos rojos. La mafia estaba particularmente activa en el oeste, en zonas con gran productividad agrícola.

Aunque ya no tenían un régimen feudal, los agricultores todavía eran explotados en el campo siciliano. Los latifundistas residían en Palermo o en otras grandes ciudades de la isla y alquilaban sus tierras a gabellotti con contratos a corto plazo, que, para ser rentables, obligaban a los gabellotti a explotar a los campesinos. Para evitar disturbios y trabajar mejor, los gabellotti se aliaron con la mafia, que por un lado ofrecía su poder coercitivo contra los campesinos, por otro, los de sus conocidos en Palermo, donde se firmaban la mayoría de contratos agrícolas.
A partir de 1891 en toda Sicilia, los agricultores se unieron en manojos, una especie de sindicatos agrícolas liderados por socialistas locales, exigiendo contratos más justos y una distribución más adecuada de la riqueza. No eran movimientos revolucionarios en sentido estricto, pero aun así fueron condenados por el gobierno de Roma que, en la persona de Crispi, en 1893 envió al ejército a disolverlos con el uso de la fuerza. Giuseppe de Felice Giuffrida, considerado el fundador de las fasces sicilianas, fue juzgado y encarcelado. Poco antes de que se disolvieran, la mafia había intentado incluir a algunos de sus hombres en estas organizaciones para que, si alguna vez tenían éxito, no perdieran sus privilegios; sin embargo, también continuó ayudando a los gabellotti para que quien saliera victorioso hubiera ganado actuando como mediador entre las partes.
Cuando quedó claro que el Estado intervendría con la ley marcial, la "Hermandad", también llamada "Sociedad Honorada" (dos de los términos que se usaban en ese momento para identificar a la Cosa Nostra), rompió con las fasces (que habían intentado por todos los medios para evitar la penetración de la mafia en sus filas, a menudo con éxito) y de hecho ayudó al gobierno en su represión. Como "venganza" por la acción de los Fasci, que querían cuestionar el poder de los terratenientes, en 1915 en Corleone la mafia mató a Bernardino Verro, quien había sido uno de los animadores más activos del movimiento Fasci Siciliani en los años noventa del siglo XIX.
Durante la presidencia de Giovanni Giolitti, a las cooperativas se les permitió solicitar préstamos a los bancos y realizar contratos directos con los propietarios por su cuenta, sin impuestos. Esto, junto con la nueva ley electoral del sufragio universal masculino, condujo no solo a la victoria de varios alcaldes socialistas en varias ciudades sicilianas, sino también a la eliminación del papel de la mafia en la mediación de contratos. Sin embargo "con Giolitti la mafia, junto con los poderes fuertes (masonería desviada, vieja aristocracia, burguesía heroica), monopolizó toda la vida económica y política de la isla, de hecho se gestionaron los contratos y la financiación de las empresas industriales y agrícolas, así como la elecciones políticas y administrativas ".
Para superar el peligro "rojo", la mafia tuvo que aliarse con la Iglesia católica siciliana , que también estaba preocupada por los desarrollos de la ideología materialista marxista en el campo. Las cooperativas católicas, por tanto, no se cerraron a las infiltraciones mafiosas, siempre que estas últimas desanimaran a los socialistas en todos los sentidos. En los primeros quince años del siglo XX las primeras víctimas socialistas empezaron a ser contadas por la mafia, que asesinó a alcaldes, sindicalistas, sacerdotes, activistas y campesinos sin ser molestados. El tema de las tierras denegadas a los campesinos seguirá siendo una de las principales causas del conflicto social en Sicilia hasta el segundo período de posguerra.

### El informe Sangiorgi
Para contrarrestar el fenómeno, Ermanno Sangiorgi fue enviado a Sicilia, en calidad de cuestor en Palermo en 1898, mientras se desarrollaba una guerra mafiosa, que comenzó dos años antes, en 1896. Al investigar los crímenes cometidos por los clanes de la Conca d'Oro, Sangiorgi entendió que los asesinatos no eran producto de iniciativas individuales, sino que involucraban leyes, decisiones colectivas y un sistema de control territorial. Sangiorgi también descubrió que las dos familias más ricas de Palermo, los Florio y los Whitaker, convivían con los mafiosos de la Conca d'Oro, que eran contratados como guardianes y agricultores en sus haciendas y pagados para recibir "protección".
En octubre de 1899 Francesco Siino, jefe del clan Malaspina escapó milagrosamente de un disparo de los hombres de Antonino Giammona, jefe del clan Uditore, en el contexto de la guerra de la mafia, fue acorralado por Sangiorgi y confesó que su oponente Giammona luchó contra él por los negocios del limón, robos, extorsiones y falsificación de billetes. También declaró que la Conca d'Oro estaba dividida en ocho clanes mafiosos.
Sangiorgi, sobre la base de estas declaraciones, firmó muchas órdenes de arresto. En la noche del 27 al 28 de abril de 1900, la Jefatura de Policía hizo detener a varios miembros de la mafia, entre ellos Antonino Giammona. A la fiscalía de Palermo, Sangiorgi envió un informe de 485 páginas que contenía un mapa de la organización mafiosa de Palermo con un total de 280 "hombres de honor". El juicio comenzó en mayo de 1901 pero Siino se retractó por completo de sus declaraciones. Al cabo de solo un mes llegaron las sentencias de primer grado: solo 32 imputados fueron declarados culpables de iniciar una asociación delictiva y, teniendo en cuenta el tiempo ya pasado en prisión, muchos fueron liberados al día siguiente.

### La Primera Guerra Mundial y sus consecuencias
En 1915, Italia entró en la Primera Guerra Mundial; cientos de miles de jóvenes de todo el país fueron llamados a las armas. En Sicilia los desertores fueron numerosos: abandonaron las ciudades y se escondieron dentro de la isla, viviendo principalmente de robos. Debido a la falta de armas para la agricultura y la creciente demanda de soldados del frente, muchas tierras se utilizaron para el pasto.
Estas dos condiciones incrementaron enormemente la influencia de la Cosa Nostra en toda la isla. A medida que aumentaron los robos de ganado, los terratenientes recurrieron cada vez más a la mafia, en lugar de a las impotentes autoridades estatales, para que les devolvieran sus rebaños, al menos en parte. Los patrones, en sus zapatos de siempre, se prestaron a mediar entre los bandidos y las víctimas, llevándose un porcentaje por su trabajo.
Al final de la Primera Guerra Mundial, Italia tuvo que afrontar un momento de crisis, que corría el riesgo de desembocar en una auténtica revuelta popular, a imitación de la reciente revolución rusa. En el norte los trabajadores se declararon en huelga exigiendo mejores condiciones laborales, en el sur son los jóvenes que acaban de regresar a casa los que se quejan de las promesas incumplidas por el gobierno (especialmente las relativas a la tierra). Muchos luego fueron a engrosar las filas de los bandidos, otros entraron directamente en la mafia y aún otros intentaron reformar las fasces o al menos participaron en los consejos socialistas sicilianos. Fue en este clima de tensión que hizo su aparición el fascismo.

### El período fascista

El prefecto Cesare Mori con camisa negra en Piana dei Greci (hoy Piana degli Albanesi).

El fascismo inició una campaña contra la mafia siciliana, inmediatamente después de la primera visita de Benito Mussolini a Sicilia en mayo de 1924. El 2 de junio del mismo año, Cesare Mori fue enviado a Sicilia, primero como prefecto de Trapani, luego a Palermo a partir del 22 de octubre. 1925, apodado el Prefecto de Hierro, con la tarea de erradicar la mafia por cualquier medio. La acción de Mori fue dura. Cientos y cientos de hombres fueron arrestados y finalmente sentenciados. Famoso es el asedio de Gangi en el que Mori asedió el centro de la ciudad durante cuatro meses, ya que era considerado uno de los baluartes de la mafia.
En este período fue detenido el patrón Vito Cascio Ferro. Después de algunas detenciones sensacionales de jefes de la mafia, incluso los líderes de la Cosa Nostra ya no se sentían seguros y eligieron dos formas de salvarse: una parte emigró a Estados Unidos, incorporándose a las filas de la Cosa Nostra estadounidense, mientras que otra permaneció al margen. El "prefecto de hierro" también descubrió conexiones con figuras destacadas del fascismo como Alfredo Cucco, quien fue expulsado del PNF.
En 1929 Mori fue nombrado senador y se retiró. Él mismo reconoció los límites de su acción en épocas posteriores: la acusación de la mafia se adelantó a menudo para vengarse o para golpear a individuos que nada tenían que ver con la mafia misma, como lo fue con Cucco y el general Antonino Di Giorgio. El carabiniere Francesco Cardenti informa lo siguiente: "El barón Li Destri en la época de la mafia contaba con un fuerte apoyo de los bandidos que ahora están presos en Portolongone (Elba) si pasaba por su propiedad alguien muy celoso que decía: No vayas más a mi tierra de lo contrario Me sacarán de circulación, ahora que los tiempos han cambiado y que él es amigo de las autoridades [...] No pases por mi tierra o te enviaré a confinamiento ". El medio utilizado por la Policía en las numerosas acciones llevadas a cabo para derrotar al El fenómeno de la mafia provocó un aumento de la desconfianza de la población hacia el estado. Sin embargo, Mori fue el primer investigador italiano que demostró que la mafia puede ser derrotada con una lucha total, como lo argumentará más tarde Giovanni Falcone.
Sin embargo, la mafia no parece derrotada por la acción de Mori. En 1932, en el centro de Canicattì, se cometieron tres asesinatos (los métodos de ejecución y el profundo misterio en el que aún permanecen envueltos se refieren a crímenes típicos de las organizaciones mafiosas); en los alrededores de Partinico, a mediados de los años treinta, ocurrieron incendios, daños y asesinatos [...] con un trasfondo eminentemente asociativo; pero podríamos mencionar muchos otros episodios de los que la prensa no habla, a los que el régimen responde con alguna condena por ser fusilado y con una nueva ola de encarcelados. Algunos mafiosos eran miembros del PNF, con el conocimiento y el favor de Benito Mussolini.
El príncipe Lanza di Scalea fue uno de los candidatos en las listas del PNF para la administración de Palermo, mientras que en Gangi el barón Antonio Li Destri, también candidato del PNF, fue protector de bandidos y criminales. Mori no derrotó a la mafia. Otros miembros de la mafia inscritos en el PNF fueron Sgadari y Mocciano. En 1937 Genovese fue acusado de haber ordenado el asesinato del gánster Ferdinando "Fred" Boccia, quien había sido asesinado porque se había exigido una gran suma que él y Genovese, haciendo trampas en el juego, habían robado a un comerciante [22]; Para evitar el juicio, Genovese huyó a Italia, donde se instaló en Nola. A través de sus conocidos, conoció a algunos jerarcas fascistas, financiando también la construcción de una "Casa del Fascio" en Nola, [23] también se supone que Genovese era el proveedor de cocaína de Galeazzo Ciano, yerno de Mussolini.

### Segunda Guerra Mundial, separatismo y levantamientos campesinos

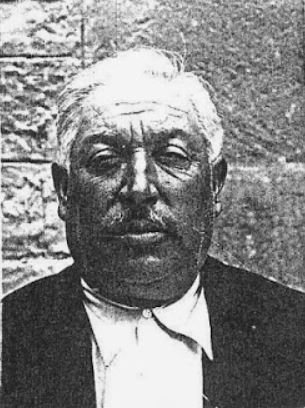
Calogero Vizzini

Hay teorías que afirman que el mafioso estadounidense Lucky Luciano fue alistado para facilitar el desembarco aliado en Sicilia (julio de 1943) y esto también fue investigado por la Comisión de Investigación del Crimen Organizado estadounidense presidida por el senador Estes Kefauver (1951), que llegó a estas conclusiones:
“Durante la Segunda Guerra Mundial hubo mucho ruido sobre ciertos preciosos servicios que Luciano, en ese momento en prisión, prestaría a las autoridades militares en relación con los planes para la invasión de su Sicilia natal. Según Moses Polakoff, abogado defensor de Meyer Lansky, la Inteligencia Naval había solicitado la ayuda de Luciano, pidiéndole a Polakoff que actuara como intermediario. Polakoff, quien había defendido a Luciano cuando fue condenado, dijo que luego se dirigió a Meyer Lansky, ex compañero de Luciano; se organizaron quince o veinte reuniones, durante las cuales Luciano brindó cierta información".
De hecho, la Comisión Kefauver constató que en 1942 Luciano (en ese momento preso) ofreció su ayuda a Inteligencia Naval para investigar el sabotaje de varios barcos en el puerto de Manhattan, de los cuales se sospechaba que algunos espías nazis infiltrados entre los estibadores; a cambio de su colaboración, Luciano fue trasladado a otra prisión, donde fue interrogado por los agentes de Inteligencia Naval y también se ofreció a ir a Sicilia para hacer contactos con vistas al desembarco, proyecto que sin embargo no pasó. Es casi seguro que aquí terminó la colaboración de Luciano con el gobierno de Estados Unidos, aunque el historiador Michele Pantaleone apoyó oscuros acuerdos con el capo de la mafia Calogero Vizzini a través de Luciano para facilitar el avance estadounidense, aunque otros lo niegan. testimonios: de hecho, numerosos historiadores descartan la ayuda de la mafia en el desembarco aliado como un mito porque ocurrió en áreas donde la presencia de la mafia estuvo tradicionalmente ausente y además los angloamericanos tenían medios militares superiores a los italo-alemanes, de modo tal, que no necesitaban la ayuda de la mafia para derrotarlos.
En un informe fechado el 29 de octubre de 1943, firmado por el capitán estadounidense W.E. Scotten, leemos que en ese período la organización mafiosa "es más horizontal [...] que vertical [...] hasta cierto punto desagregada y reducida a una dimensión local" tras la represión del período fascista. Sin embargo, tras la liberación de Sicilia, el AMGOT, el gobierno militar aliado de los territorios ocupados, buscaba antifascistas para reemplazar a las autoridades fascistas locales y decidió privilegiar a los grandes terratenientes y su mafia gabellotti, quienes se presentaban como víctimas de la represión fascista [26]: por ejemplo, el barón Lucio Tasca Bordonaro fue nombrado alcalde de Palermo, el mafioso Calogero Vizzini alcalde de Villalba, Giuseppe Genco Russo superintendente de asistencia pública de Mussomeli y Vincenzo Di Carlo (jefe del clan Raffadali) responsable de oficina local de requisición de cereales.
En el mismo período surgió el Movimiento por la Independencia de Sicilia, la primera organización política que se movilizó activamente durante la AMGOT, cuyos líderes eran sobre todo los grandes terratenientes, entre los que se encontraba el barón Lucio Tasca Bordonaro (luego referido como jefe mafioso). en un informe de los Carabinieri). De hecho, numerosos jefes de la mafia, entre ellos Calogero Vizzini, Giuseppe Genco Russo, Michele Navarra y Francesco Paolo Bontate, se incorporaron al MIS como exponentes agrícolas y desde este cargo obtuvieron numerosos cargos públicos y ventajas, de las que fácilmente podrían realizar las actividades ilícitas del robo de ganado, robos y contrabando de alimentos.

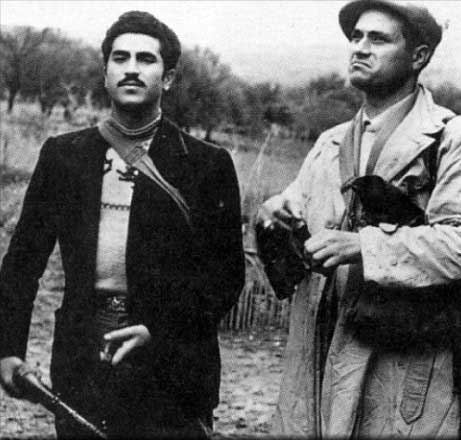
Gaspare Pisciotta (izquierda) junto con Salvatore Giuliano

En el otoño de 1944, el decreto del ministro de Agricultura Fausto Gullo (quien formó parte del gobierno provisional italiano que reemplazó a AMGOT) estipulaba que los agricultores obtendrían una mayor parte de los productos de la tierra que cultivaban como arrendatarios y se les permitía establecer cooperativas. y examinar la tierra que quedó improductiva. La aplicación de esta legislación produjo un enfrentamiento social entre terratenientes conservadores (respaldados por su mafia gabellotti) y movimientos campesinos liderados por dirigentes sindicales, entre los que se encontraban Accursio Miraglia, Plácido Rizzotto y Calogero Cangelosi, quienes fueron brutalmente asesinados por la mafia juntos. a muchos otros líderes del movimiento campesino que en esos años lucharon por la tierra negada [29].
Mientras tanto, en la primavera de 1945, el EVIS, el brazo armado planificado del MIS, contrató al bandido Salvatore Giuliano (jefe de una banda de bandidos asociados con el jefe mafioso Ignazio Miceli, jefe mafioso de Monreale), quien llevó a cabo emboscadas y asaltos al cuartel de los carabinieri en Bellolampo, Pioppo, Montelepre y Borgetto para iniciar la insurrección separatista; incluso el capo Calogero Vizzini (quien en ese momento era el representante mafioso de la provincia de Caltanissetta [32]) contrató a la banda de "Niscemesi", encabezada por la bandolera Rosario Ávila, quien inició acciones guerrilleras realizando emboscadas contra las patrullas locales de Carabinieri.
En 1946 el MIS decidió promulgar la ley, pero esto no detuvo al bandido Giuliano y su banda, quienes continuaron los ataques contra el cuartel de Carabinieri y las ligas de los movimientos campesinos, que culminaron con la masacre de Portella della Ginestra (1 de mayo de 1947). , contra los manifestantes socialistas y comunistas en Piana degli Albanesi (provincia de Palermo), en los que 11 personas morirán y otras 27 resultarán heridas.
Finalmente, la pandilla de Giuliano será desmantelada por las detenciones realizadas por el Comando de la Fuerza de Represión del Bandolerismo, encabezado por el coronel Ugo Luca, quien utilizó las puntas de elementos mafiosos para capturar a los bandidos: el propio Giuliano fue asesinado en 1950 por su lugarteniente Gaspare Pisciotta, quien fue también se convirtió en secreto en un informante del coronel Luca [5] [33]. Posteriormente Pisciotta fue detenido y acusado abiertamente a los diputados Bernardo Mattarella, Gianfranco Alliata de Montereale, Tommaso Leone Marchesano y Mario Scelba de ser los instigadores de la masacre de Portella della Ginestra pero murió por envenenamiento en la prisión de Ucciardone en 1954.

### La posguerra y la especulación sobre la construcción

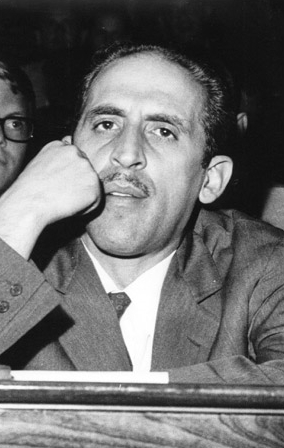
Vito Ciancimino, político italiano perteneciente a la Democracia Cristiana quien fuera concejal de obras públicas de Palermo

En 1950 se aprobó la ley de reforma agraria, que limitaba el derecho a la propiedad de la tierra a solo 200 hectáreas y obligaba a los propietarios a realizar obras de recuperación y transformación: se crea la ERAS (Agencia para la Reforma Agraria en Sicilia) y numerosos consorcios de reclamación, cuya dirección se confió a mafias conocidas como Calogero Vizzini, Giuseppe Genco Russo y Vanni Sacco, que obtuvieron enormes ganancias al cobrar la compensación de las parcelas vendidas a ERAS y luego revendidas a agricultores individuales. La reforma agraria supuso el desmembramiento del latifundio (importante para los intereses de la mafia, que tras la reforma consiguió revender los feudos a un precio superior a ERAS) y la reducción del peso económico de la agricultura a favor de otros sectores como el comercio o el sector de servicios del sector público. En este período, la administración pública en Sicilia se convirtió en el organismo más importante en términos de economía: de 1950 a 1953 los empleados regionales aumentaron de aproximadamente 800 a más de 1350 en Palermo (sede del nuevo gobierno regional), que fue devastada por bombardeos de 1943 y 40.000 habitantes, cuyas viviendas fueron destruidas, requirieron nuevas viviendas.
El plan de reconstrucción del nuevo edificio, sin embargo, resultó ser un fracaso y dio como resultado lo que se llamó el "saqueo de Palermo": de hecho, esos años vieron el surgimiento de los llamados "jóvenes turcos", los demócratas cristianos Giovanni Gioia, Salvo Lima y Vito Ciancimino, quienes fueron estrechamente vinculado a exponentes de la mafia y pasó a ocupar las oficinas centrales de la administración local; Durante el período en el que primero Lima y luego Ciancimino fueron concejales de obras públicas de Palermo, el nuevo plan maestro de la ciudad pareció concretarse en 1956 y 1959, pero se hicieron cientos de modificaciones, en aceptación de solicitudes de ciudadanos privados (muchas de las cuales en realidad fueron políticos y mafiosos, a los que se sumaron familiares y asociados), quienes permitieron la demolición de numerosas residencias privadas estilo Liberty construidas a fines del siglo XIX en el centro de Palermo. En particular, en el período en el que Ciancimino fue concejal (1959-64), de los 4000 permisos de construcción expedidos, 1600 se registraron a nombre de tres testaferros, que nada tenían que ver con la construcción, y también se favoreció a conocidos constructores mafiosos. (Francesco Vassallo y los hermanos Girolamo y Salvatore Moncada), quienes lograron construir edificios que violaron las cláusulas de los proyectos y permisos de construcción.
Además, en el período inmediato a la posguerra, numerosos mafiosos estadounidenses (Lucky Luciano, Joe Adonis, Frank Coppola, Nick Gentile, Frank Garofalo) se trasladaron a Italia y se volvieron activos sobre todo en el tráfico de drogas hacia América del Norte, estableciendo vínculos con los grupos mafiosos de Palermo (Angelo La Barbera, Salvatore Greco, Antonino Sorci, Tommaso Buscetta, Pietro Davì, Rosario Mancino y Gaetano Badalamenti) y de Trapani (Salvatore Zizzo, Giuseppe Palmeri, Vincenzo Di Trapani y Serafino Mancuso), que atesoraban cigarrillos extranjeros y heroína de contrabandistas de Córcega y mandarina. En octubre de 1957 se celebró una serie de encuentros en el Grand Hotel et des Palmes de Palermo entre mafiosos estadounidenses y sicilianos (Gaspare Magaddino, Cesare Manzella, Giuseppe Genco Russo y otros): los investigadores de la época sospecharon que se habían reunido para acordar la organización del narcotráfico, después de que la revolución castrista en Cuba (1956-57) hubiera privado a los mafiosos sicilianos y norteamericanos de esa importante base de clasificación de heroína. Según el colaborador de la justicia Tommaso Buscetta, en 1957 el mafioso siciliano-estadounidense Joseph Bonanno (que se encontraba de visita en Palermo) propuso la idea de crear una "Comisión" siguiendo el modelo de la mafia estadounidense, a la que todos deberían pertenecer. los jefes de los "distritos" de la provincia de Palermo y tenía la tarea de resolver las disputas entre las familias individuales de la provincia.

### La "primera guerra de la mafia" y la comisión parlamentaria
Las tensiones latentes en torno al comercio ilícito y el territorio dieron lugar al asesinato del capo Calcedonio Di Pisa (26 de diciembre de 1962), quien rompió una frágil tregua alcanzada entre los principales mafiosos de Palermo de la época; el asesinato fue cometido por Michele Cavataio (jefe de la familia Acquasanta), quien quiso responsabilizar a los hermanos Angelo y Salvatore La Barbera (temibles mafiosos del Centro de Palermo): de hecho, después del asesinato de Di Pisa Salvatore La Barbera fue víctima de la "escopeta blanca" por orden de la "Comisión" y esto desencadenó una serie de asesinatos, tiroteos y coches bomba; Cavataio aprovechó la situación de conflicto para deshacerse de sus oponentes y por estas razones se asoció con los jefes Pietro Torretta y Antonino Matranga (jefes de las familias Uditore y Resuttana respectivamente): culminaron los asesinatos cometidos por Cavataio y sus asociados en la masacre de Ciaculli (30 de junio de 1963), en la que siete agentes de la ley murieron por la explosión de un coche bomba que estaban desactivando y que iba destinado al mafioso rival Salvatore "Cicchiteddu" Greco (jefe del "distrito" de Brancaccio-Ciaculli.

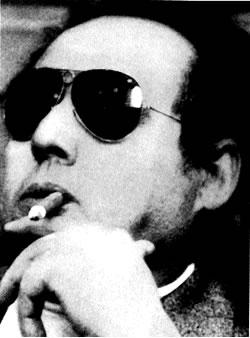
Luciano Leggio, era el jefe del clan Corleone y miembro de la Comisión de la Mafia Siciliana.

La masacre de Ciaculli causó un gran revuelo en la opinión pública italiana y en los meses siguientes se produjeron cerca de dos mil detenciones de presuntos mafiosos en la provincia de Palermo: por estas razones, según las declaraciones de los colaboradores de la justicia Tommaso Buscetta y Antonino Calderone, la "Comisión" La Cosa Nostra fue disuelta y muchas bandas mafiosas decidieron suspender sus actividades ilegales. En el mismo período, la Comisión Parlamentaria Antimafia inició su labor, recopilando información y datos necesarios para la evaluación del fenómeno mafioso, proponiendo medidas preventivas y realizando investigaciones sobre casos particulares, y no concluirá estas investigaciones hasta 1976, luego de numerosos debates y controversias. Mientras tanto, se llevaron a cabo algunos juicios contra los protagonistas de los conflictos mafiosos de aquellos años detenidos tras la masacre de Ciaculli: numerosos mafiosos fueron juzgados en un juicio celebrado en Catanzaro por sospecha legítima en 1968 (el famoso "juicio de los 117"); en diciembre se dictó sentencia pero solo algunos tenían penas severas y el resto de imputados fueron absueltos por falta de pruebas o condenados a penas cortas por el delito de asociación ilícita y, como esperaban el juicio bajo custodia, fueron puestos en libertad de inmediato. [45]; otro juicio tuvo lugar en Bari en 1969 contra los protagonistas de una disputa mafiosa que tuvo lugar en Corleone a finales de la década de 1950: todos los acusados fueron absueltos por falta de pruebas y un informe de la Comisión Parlamentaria Antimafia criticó duramente el veredicto.
En marzo de 1973 Leonardo Vitale, miembro del clan Altarello di Baida, se presentó espontáneamente a la comisaría de Palermo y declaró a los investigadores que atravesaba una crisis religiosa y tenía la intención de comenzar una nueva vida; de hecho se acusó a sí mismo de numerosos delitos, primero revelando la existencia de una "Comisión" y también describiendo el rito de iniciación de la Cosa Nostra y la organización de una banda mafiosa: fue el primer mafioso de la posguerra que decidió colaborar abiertamente con las autoridades y el caso fue mencionado en el informe minoritario de la Comisión Parlamentaria Antimafia (elaborado en 1976). Sin embargo, Vitale no fue considerado creíble y su sentencia fue conmutada por detención en un asilo criminal porque fue declarado "casi mentalmente quieto"; después de cumplir su condena y ser liberado, Vitale fue asesinado en 1985.

## Rangos

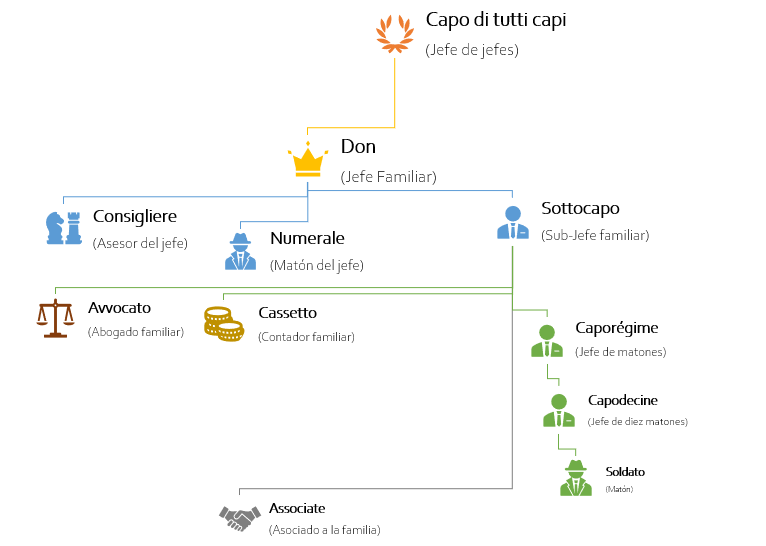
Estructura de la mafia

### Capo di tutti capi
El Capo di tutti capi es el mayor rango que puede haber dentro de la Cosa nostra. Se trata del jefe de una familia que, al ser más poderoso o por haber asesinado a los otros jefes de las demás familias, se ha convertido en el más poderoso miembro de la mafia. Un ejemplo de ello fue Salvatore Maranzano, quien fue traicionado y asesinado por Lucky Luciano, quien finalmente debido a que fue extraditado por tener problemas con la justicia estadounidense, le cedió el puesto a su mano derecha y consigliere, Frank Costello.

### Don
El don es el jefe de una familia. En su familia es el que tiene más poder, y casi siempre va acompañado de un consigliere o consejero.

### Cassetto
Organiza las cuentas de la Familia.

### Numerale
Sicarios con orden directa del Don y según la situación de algún consigliere, también suelen supervisar la gestión de territorios. Tienen alias de números.

### Sottocapo
El sottocapo está al mando de una familia. Normalmente suele ser el hijo del don u otro familiar y, en caso de que este muera o lo encarcelen, el subjefe sería el nuevo don.

### Consigliere
El consigliere es el asesor de la familia. Siempre acompaña al don, este principalmente se encarga de aportar ideas en reuniones o aportarle ideas al don.

### Caporégime
Cada caporégime (capitán) dirige un régimen, que es un grupo grande de soldados. En cada familia hay un número variable de régimes que usualmente va de dos a cinco, aunque en familias importantes pueden llegar a los nueve. El caporégime también puede actuar como sicario dirigido por el don.

### Capodecine
El capodecine es el rango después de caporegime y dirige una decina, que es un grupo de diez soldados. Está subordinado al caporegime.

### Avvocato
El avvocato es el que se encarga de los asuntos legales de la familia, como un acuerdo formal con otra familia o si el Don es encarcelado.

### Soldato
El soldato es el rango más bajo que existe en la mafia. Solo se permite el ingreso a sicilianos o descendientes de sicilianos. Se encargan principalmente de combatir a la policía en casos de guerra, como así también se encargan de la extorsión y asesinatos por encargo de la misma mafia.

### Associato (gióvane d’onore)
Para ser parte de la familia debe tenerse un lapso de muchos días en la organización, ya que un Associato es una persona que no es de la familia pero tiene una relación con ella.